# DeSoto Custom
DeSoto Custom – samochód osobowy klasy wyższej produkowany pod amerykańską marką DeSoto w latach 1946–1952.

## Historia i opis modelu

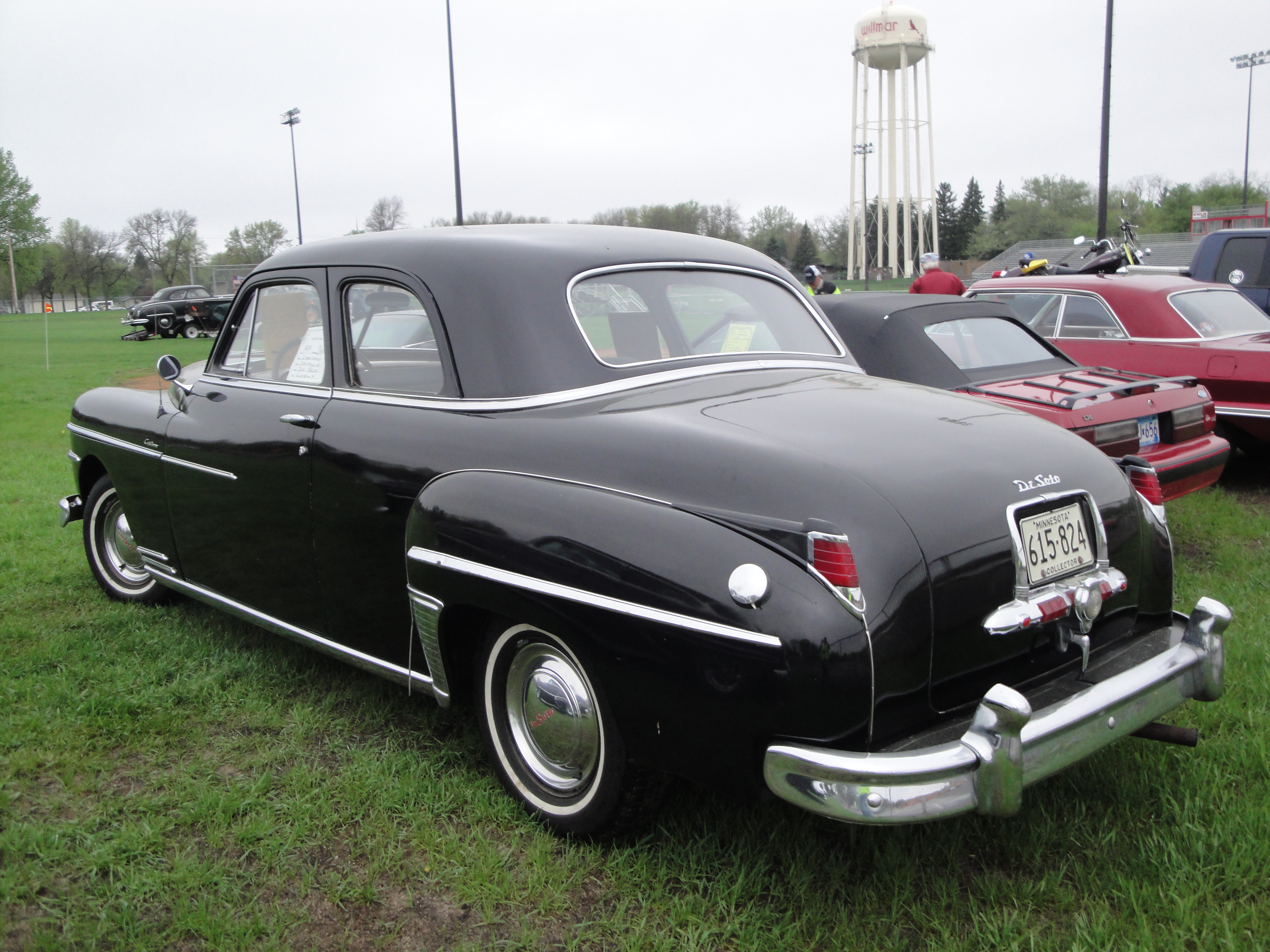
DeSoto Custom - tył

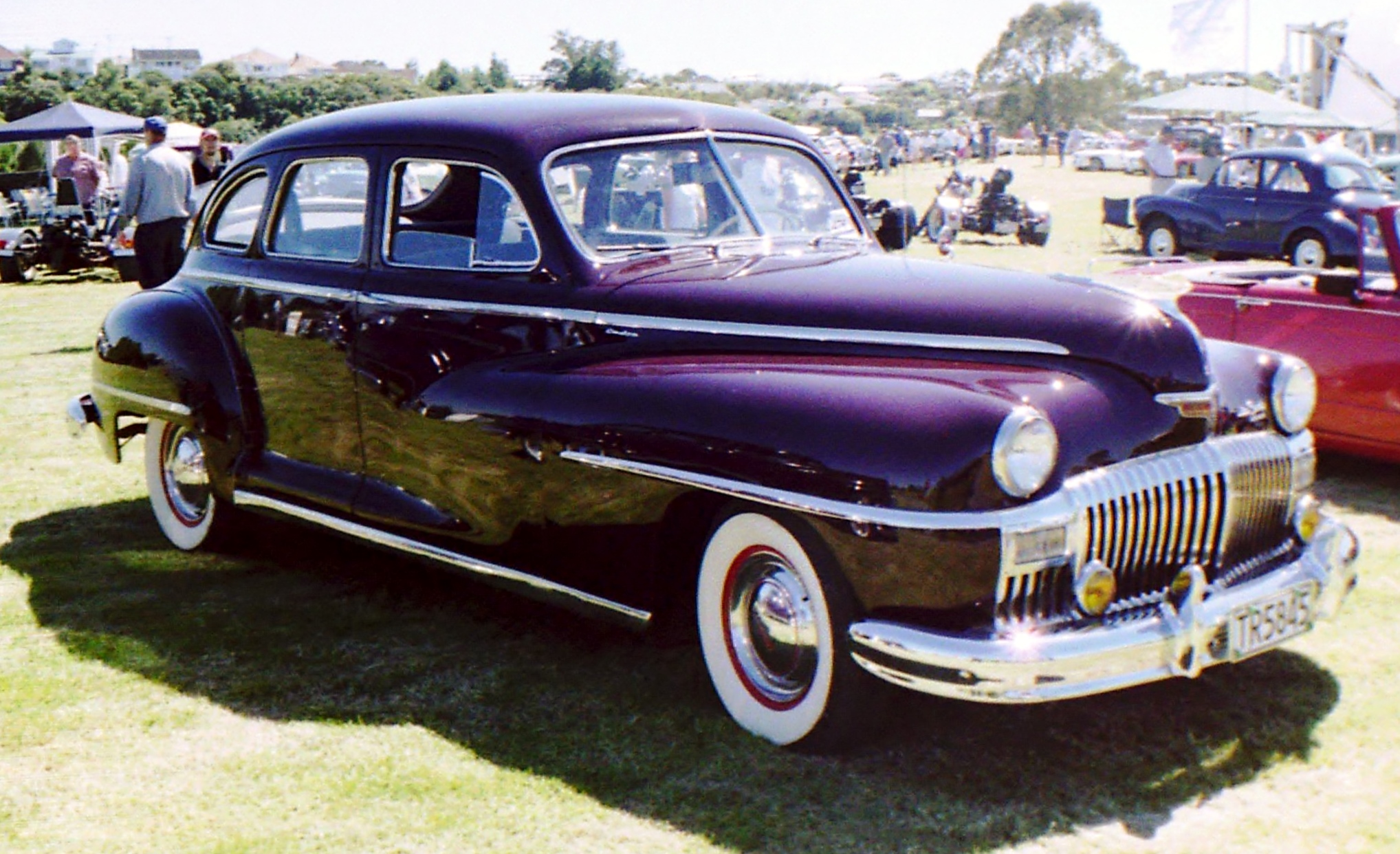
DeSoto Custom Limousine

Produkowany w wielu wersjach nadwoziowych, w tym przedłużonych sedanów Suburban, napędzany był pochodzącym od Chryslera dolnozaworowym rzędowym silnikiem sześciocylindrowym o pojemności 236,7 cali sześciennych i mocy 109 KM (81 kW)przy 3600 obrotach/min.
W latach 1946–1948 i pierwszej połowie roku modelowego 1949 (w USA rok modelowy zaczynał się we wrześniu poprzedniego roku kalendarzowego)produkowano model Custom oparty na przedwojennym projekcie nadwozia. Później pojawiła się tak zwana Druga Seria roku modelowego 1949, będąca nowym projektem.
W roku 1950 po raz pierwszy zaoferowano kombi dla indywidualnego klienta, a także wprowadzono nowy rodzaj nadwozia – dwudrzwiowy hardtop. Jego specjalny charakter podkreślano, wykańczając go równie bogato jak zazwyczaj najdroższy w ofercie kabriolet.

### Koniec produkcji
Custom stracił na znaczeniu w roku 1952 kiedy wprowadzono model Firedome napędzany jednostką V8. Rok później, zarówno Custom, jak i Deluxe zostały usunięte z oferty, a sześciocylindrowym samochodem DeSoto stał się Powermaster.

### Silniki
- L6 3.9l
- L6 4.1l